# Костазавина (Тренто)
Костазавина је насеље у Италији у округу Тренто, региону Трентино-Јужни Тирол.
Према процени из 2011. у насељу је живело 481 становника. Насеље се налази на надморској висини од 500 м.